# Старе єврейське кладовище

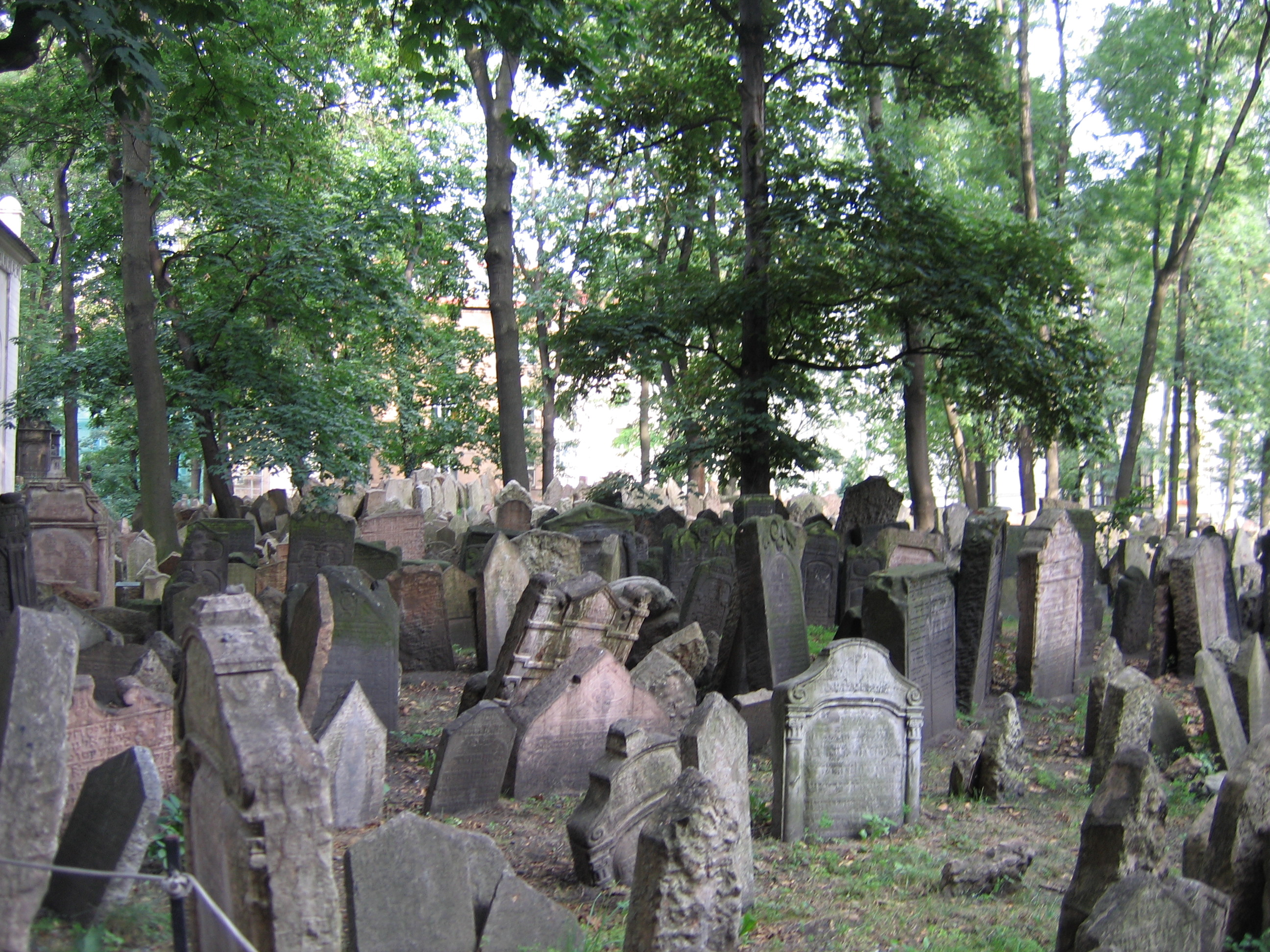
Старе єврейське кладовище, м. Прага.

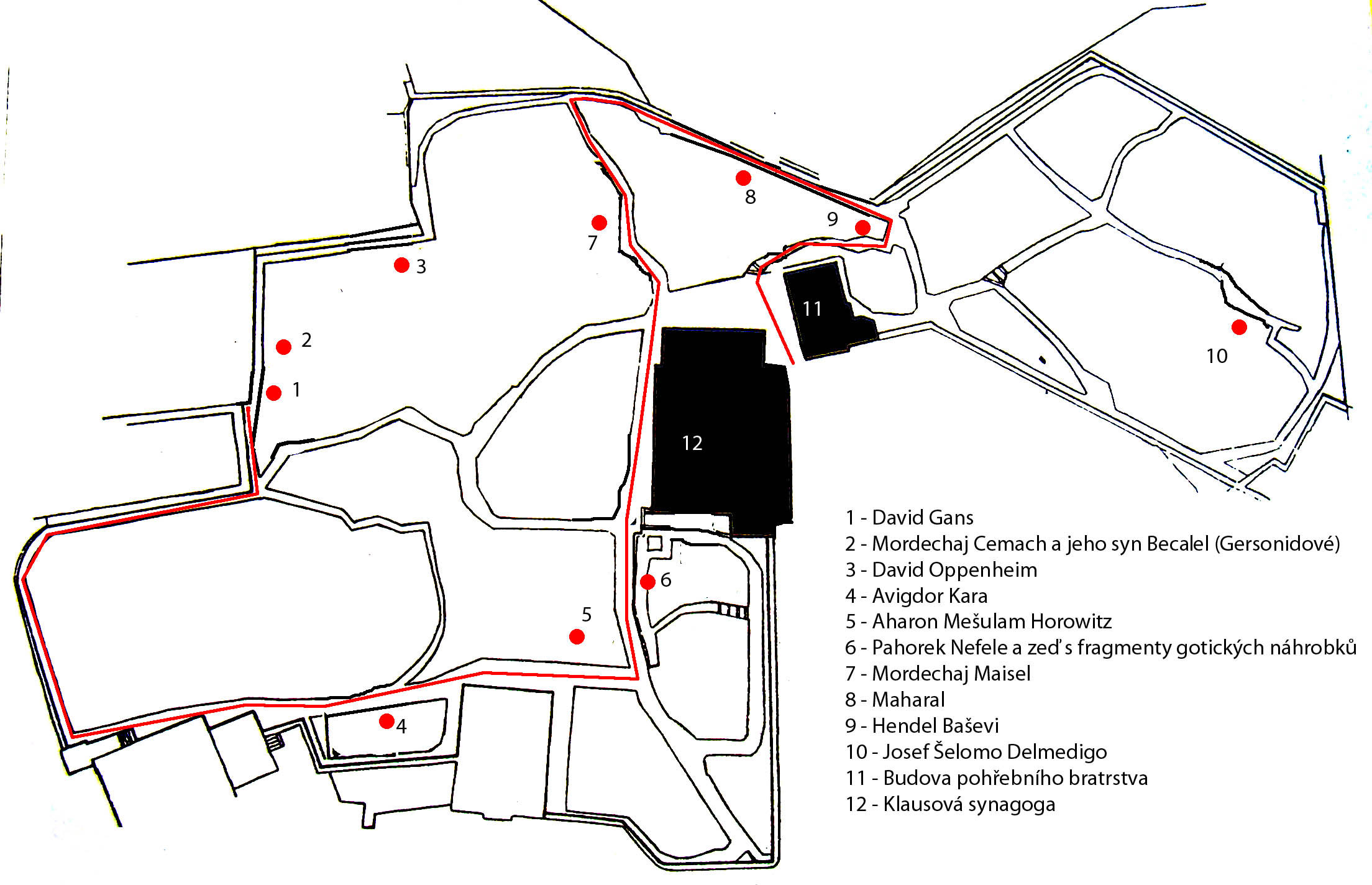
Старе єврейське кладовище, план.

Старе єврейське кладовище у Йозефові (Прага) (чеськ. Starý židovský hřbitov) — одна з пам'яток Єврейського музею у Празі.
Належить до найстаріших єврейських кладовищ у світі. Разом із Староновою синагогою є найвизначнішою пам'яткою празького єврейського мікрорайону. Туристичний журнал National Geographic згадує його серед 10 найцікавіших цвинтарів світу. На кладовищі знаходиться приблизно 12 000 надгробків, деякі з них оздоблені символічним тваринним та рослинним декором. Згідно з підрахунками, там похоронено понад 100 000 померлих.
Некрополь засновано у першій половині 15 сторіччя. Найстаріший надгробок відноситься до 1439 року, а останній похорон був у 1787 році. Протягом століть площа кладовища була кілька разів розширена, але її все одно не вистачало для потреб єврейської громади. Коли місце на кладовищі вичерпалося, померлих ховали до 10 разів - один над одним тому, що, згідно з єврейськими релігійними канонами, повторне поховання останків трупа суворо заборонено.
Під час Другої світової війни і окупації Праги нацистами, в умовах тотального антисемітизму, кладовище залишилося недоторканим. Гітлер вирішив зробити з нього «музей вимерлої раси», який повинен був також включати велику кількість єврейських речей, які були конфісковані нацистами[джерело?].
Найвизначніші особистості, які були поховані:
- Науковець та педагог, рабин Єгуда Лева бен Бецалель, званий рабин Лев (помер у 1609 році).
- Науковець та поет Авіґдор Кара (помер у 1439 році).
- Будівельник Пінкасової синагоги Агарон Мешулам Горовіц (помер у 1545 році).
- Примас празького єврейського міста та будівельник Майселової сигнагоги Мордехай Майсель (помер у 1601 році).
- Науковець доби ренесансу, історик, математик та астроном Давид Ґанс (помер у 1613 році).
- Колекціонер єврейських рукописів та друків Давид Опенгайм (помер у 1736 році).

Інформація для туристів:
- Складова частина екскурсій «Єврейський музей у Празі» та «Празьке єврейське місто».
- Безперешкодний доступ можливий через вихід біля Клаусової синагоги.
- Вхід на цвинтар спільний із Пінкасовою синагогою. Рекомендовано відвідати, насамперед, Пінкасову синагогу, бо вихід із цвинтаря є на іншій вулиці - між будівлями Клаусової синагоги та Обрядової зали. Інакше прийдеться пояснювати працівникам музею, що одну з пам'яток ви ще не бачили.